# Helias von Aquileia

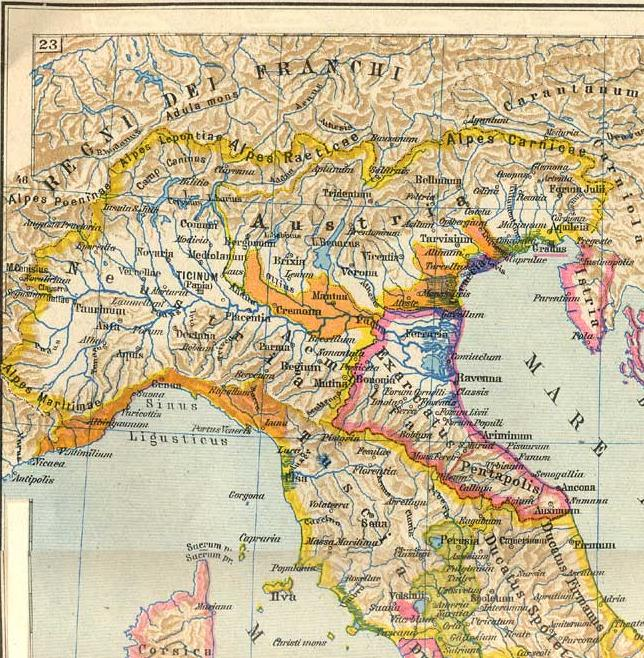
Langobardische und byzantinische Gebiete vor 603

Helias von Aquileia, ital. Elìa, in den Quellen auch Elya, war von 571 bis 586 Patriarch von Aquileia. Allerdings residierte der im Chronicon Altinate als Grieche bezeichnete Kleriker, auf der Flucht vor den Langobarden, die Oberitalien eroberten, in Grado, das durch seine Lagune geschützt war. Der Umzug des im Dreikapitelstreit als Schismatiker betrachteten Patriarchen wurde aller Wahrscheinlichkeit nach nicht vom Papst genehmigt, wie spätere venezianische Chroniken behaupten. Durch Inschriften lässt sich seine Tätigkeit als Veranlasser von Kirchenbauten in Grado nachweisen, insbesondere der dortigen Kathedrale. Das Patriarchat des Helias ist für die Festigung des zu dieser Zeit letzten schismatischen Patriarchats in Oberitalien von entscheidender Bedeutung.

## Leben

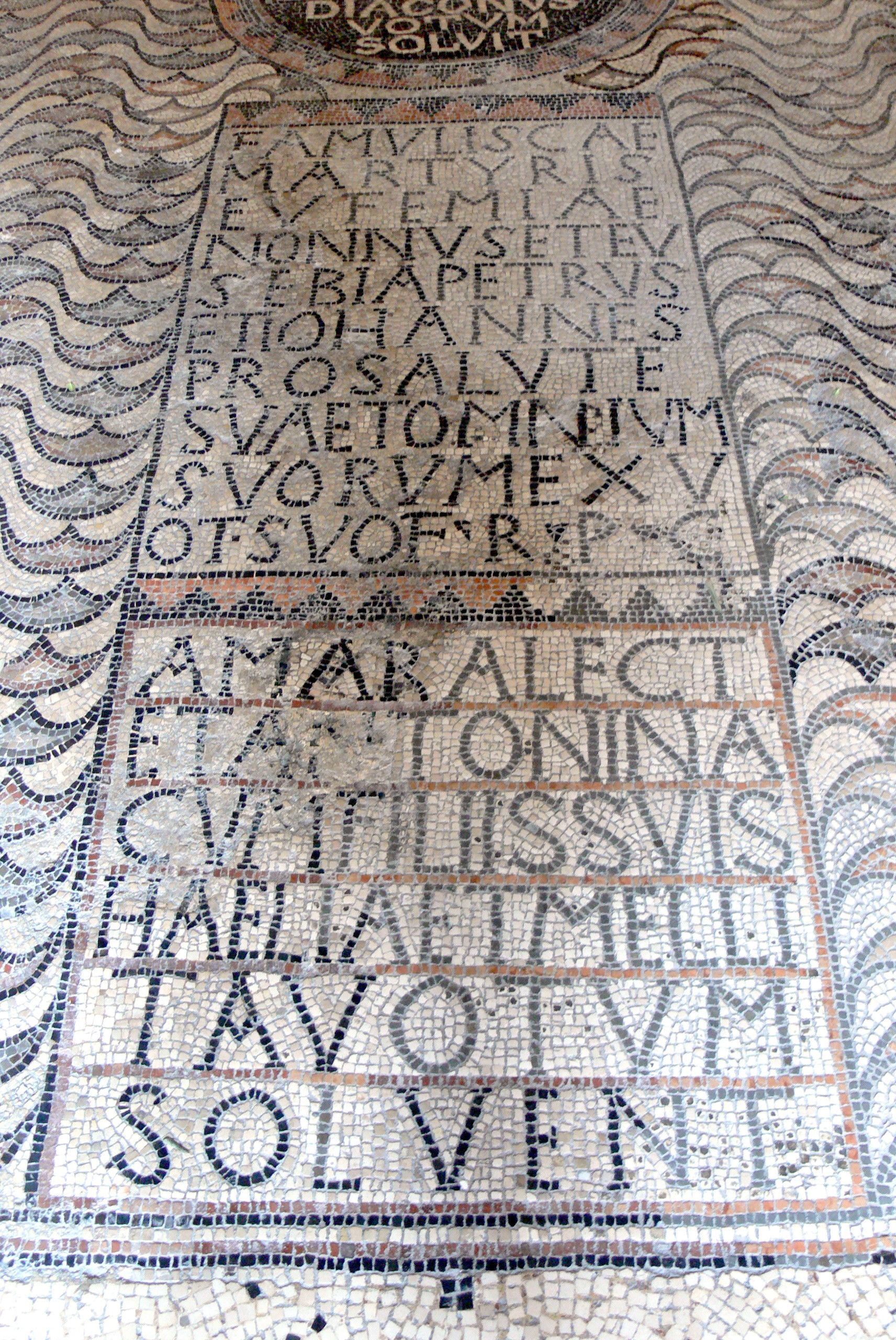
Inschrift in S. Eufemia

Nach dem Chronicon Altinate war Helias „nacione Graecorum“. Er war, wie Ernst Stein nachweisen konnte, ab 571 Patriarch, nicht wie Bice Stoppato annahm, ab 573. Aquileias Selbsterhebung zum Patriarchat war erst 557 durch Helias’ Vorgänger Paulus erfolgt (belegt zuerst 559), den sein Gegenspieler Papst Pelagius I. herablassend als „Paulinus“, also in der Verkleinerungsform, bezeichnet hat. Erst auf der Synode von Grado lässt sich belegen, dass der Patriarchentitel auch offiziell beansprucht wurde, also zur Zeit des Helias. Papst Pelagius konnte die oströmische Herrschaft nicht dazu bewegen, dem „Aufstand“ ein Ende zu setzen, der 557 begonnen hatte, und der sich bis zum Ende des 7. Jahrhunderts hinziehen sollte. Als die Langobarden 568 den Nordosten Italiens eroberten, leitete Paulus den Umzug ins sicherere Grado, doch starb er bereits im nächsten Jahr. Aquileia war zu dieser Zeit der einzige noch verbliebene schismatische Metropolitensitz.

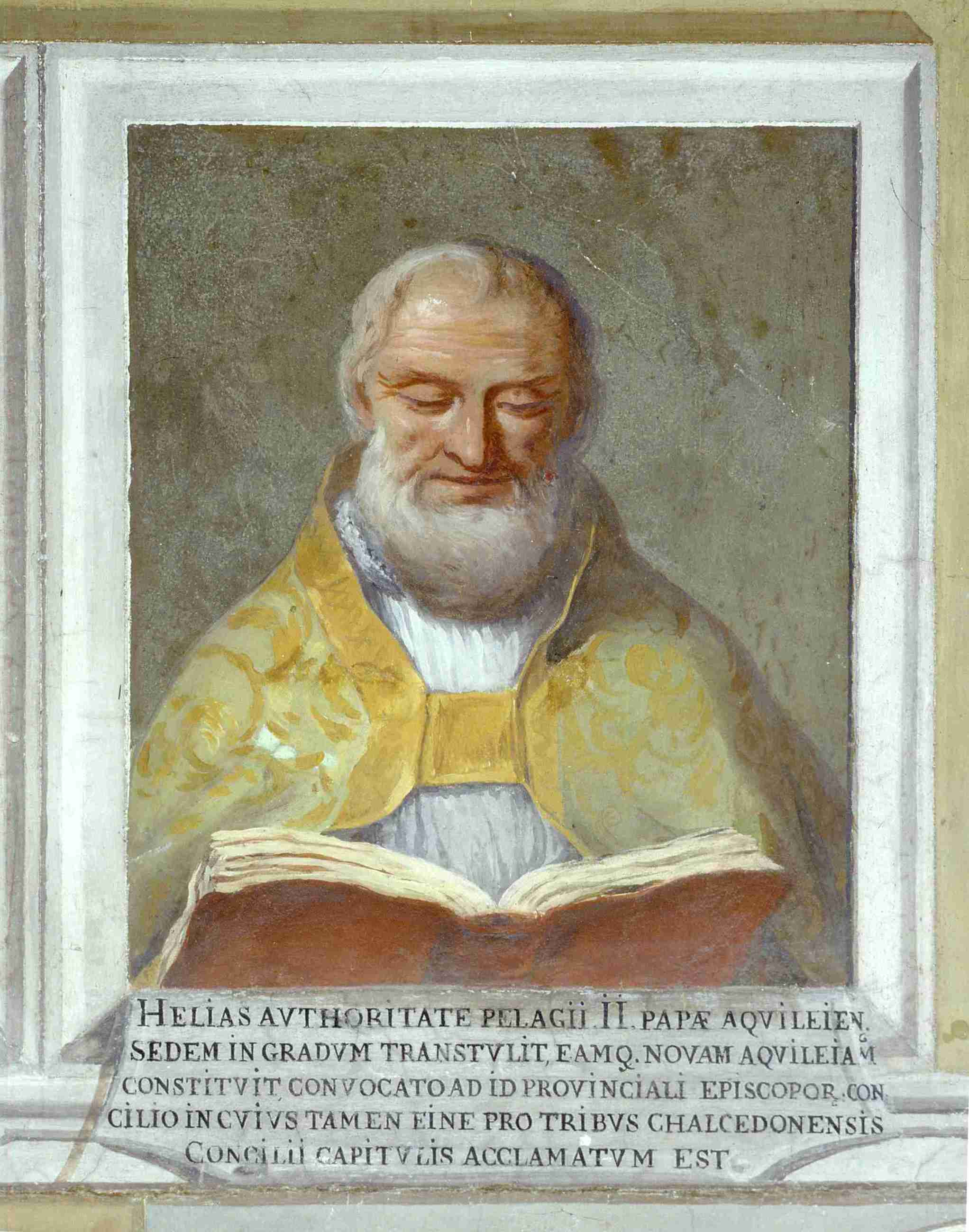
Idealporträt des Helias im Thronsaal des Diözesanmuseums und der Tiepolo-Galerie in Udine. Die Inschrift behauptet, der Patriarch habe „authoritate Pelagii II“ seinen Amtssitz nach Grado verlegt und er habe dort ein Provinzialkonzil einberufen.

Helias residierte, da die Langobarden seinen Residenzort Aquileia besetzt hielten, in Grado, ähnlich wie sein Vorgänger. Da Ostrom bis zum Waffenstillstand von 585 mit den Langobarden selbst Rom als gefährdet sah, mischte sich der Kaiser nicht in Aquileia, bzw. Grado ein. Derweil gelang dort unter Helias die Gründung einer Reihe von Bistümern, deren Zahl von mindestens elf binnen eines halben Jahrhunderts auf zwanzig allein auf dem Gebiet der Provinz Venetia et Histria anstieg, weitere fünf oder sechs kamen auf dem Gebiet der Nachbarprovinzen hinzu, die sich Aquileia angeschlossen hatten.
Wie mehrere venezianische Chroniken berichten, berief Helias in die dortige Kathedrale zum 3. November 579 eine Synode ein. Doch sowohl das Datum (vorgeschlagen wurden Termine zwischen 571 und 586, aber auch zwei Synoden, womit die Widersprüche in den Quellen beseitigt werden könnten), als auch der Klärungsbedarf der Synode, ja, ob diese überhaupt stattgefunden hat, ist umstritten. Zwar führt das Konzil von Mantua, das 827 stattfand, die 19 Unterzeichner der Synode auf (während die aus dem 11. Jahrhundert stammende Chronica de singulis patriarchis Nove Aquileie 20 Bischöfe aufführt), doch der Text der Beschlüsse erscheint erst in erheblich späteren Quellen, wie der Chronik des venezianischen Dogen Andrea Dandolo. Zudem enthalten diese Beschlüsse Widersprüche. Immerhin stimmt die Liste der Teilnehmer weitgehend überein.
Nach der Jahrhunderte jüngeren Überlieferung wurde die Synode auf Genehmigung Papst Pelagius’ II. einberufen, anwesend sei demnach sein Legat Lorenzo gewesen. Dieser habe ein Privileg ausgestellt, durch das der Papst den Umzug des Patriarchensitzes von Aquileia nach Grado bestätigte. Auf derselben Synode seien auch die Konzilien von Chalkedon (451) und die vorangegangenen Konzilien von Nicaea (325) und Konstantinopel (381) – gemeint ist das erste dort einberufene Konzil – sowie Ephesus (449) anerkannt worden, ohne explizit das zweite Konzil von Konstantinopel zu erwähnen, das im Jahr 553 stattgefunden hatte. Auf deren Beschlüsse ging der Dreikapitelstreit zurück. Wie Paulus I. von Aquileia, so hatte auch Helias sich diesen Konzilsbeschlüssen angeschlossen. Diese offenkundige Haltung passt aber nicht zur Anwesenheit eines päpstlichen Legaten, erst Recht nicht zu einer päpstlichen Zustimmung zum Umzug nach Grado. Daher dürfte es sich bei den Passagen um den Papst und den Legaten um eine Interpolation handeln, die zwischen dem 9. und dem 11. Jahrhundert eingefügt worden ist, um im Streit zwischen Aquileia und Grado um den rechten Patriarchensitz als Waffe eingesetzt zu werden. Folgt man dieser späteren Umdeutung nicht, so gelang es Helias keineswegs, päpstliche Anerkennung für seinen Wechsel des Amtsortes zu erlangen. Diese Darstellung lag aber nicht im venezianischen Interesse, denn die Republik Venedig verband im 14. Jahrhundert längst die weltliche Macht und die Möglichkeiten kirchlicher Einflussnahmen, etwa auf Istrien, das Venedig beanspruchte. Das Patriarchat war zu dieser Zeit nicht mehr ein schismatischer Kirchensprengel, sondern ein Hebel zur Gewinnung von Kolonien und Stützpunkten, die man aus dem Gebiet des Römisch-deutschen Reiches herausbrechen wollte. Zugleich schützte diese innerkirchliche Grenze vor Begehrlichkeiten von außerhalb.
Im Gegensatz zur venezianischen Darstellung zieht sich der vom Papst als schismatisch bezeichnete Glaube durch die gesamte Herrschaft des Helias. Papst Pelagius schickte um 585 drei Briefe an ihn und die dem Patriarchen unterstehenden istrischen Bischöfe, in denen er sie zur Rückkehr zum römischen Glauben zu bewegen versuchte. Der dritte Brief ist beinahe ein Traktat über die Drei Kapitel, womöglich stellte er ursprünglich eine Art Memoriale dar, das den vorhergehenden Brief begleitete.
Nach einer Notiz in der Historia Langobardorum des Paulus Diaconus wurde das besagte Memoriale allerdings nicht Pelagius II. sondern Gregor dem Großen zugewiesen, der es demnach vor seiner Wahl zum Papst verfasste haben sollte. Sowohl Ludo Moritz Hartmann als auch Eduard Schwartz argumentieren mit stilistischen Übereinstimmungen, wenn sie behaupten, die drei Briefe würden vom selben Verfasser stammen. Im Oktober 584 befand sich Gregor allerdings noch in Konstantinopel, und wohl erst 586 kehrte er nach Rom zurück. Demzufolge könne Gregor nicht der Verfasser des Memoriale sein, da er ja, erkennbar am gleichen Stil, auch Verfasser der anderen beiden Briefe gewesen sei.

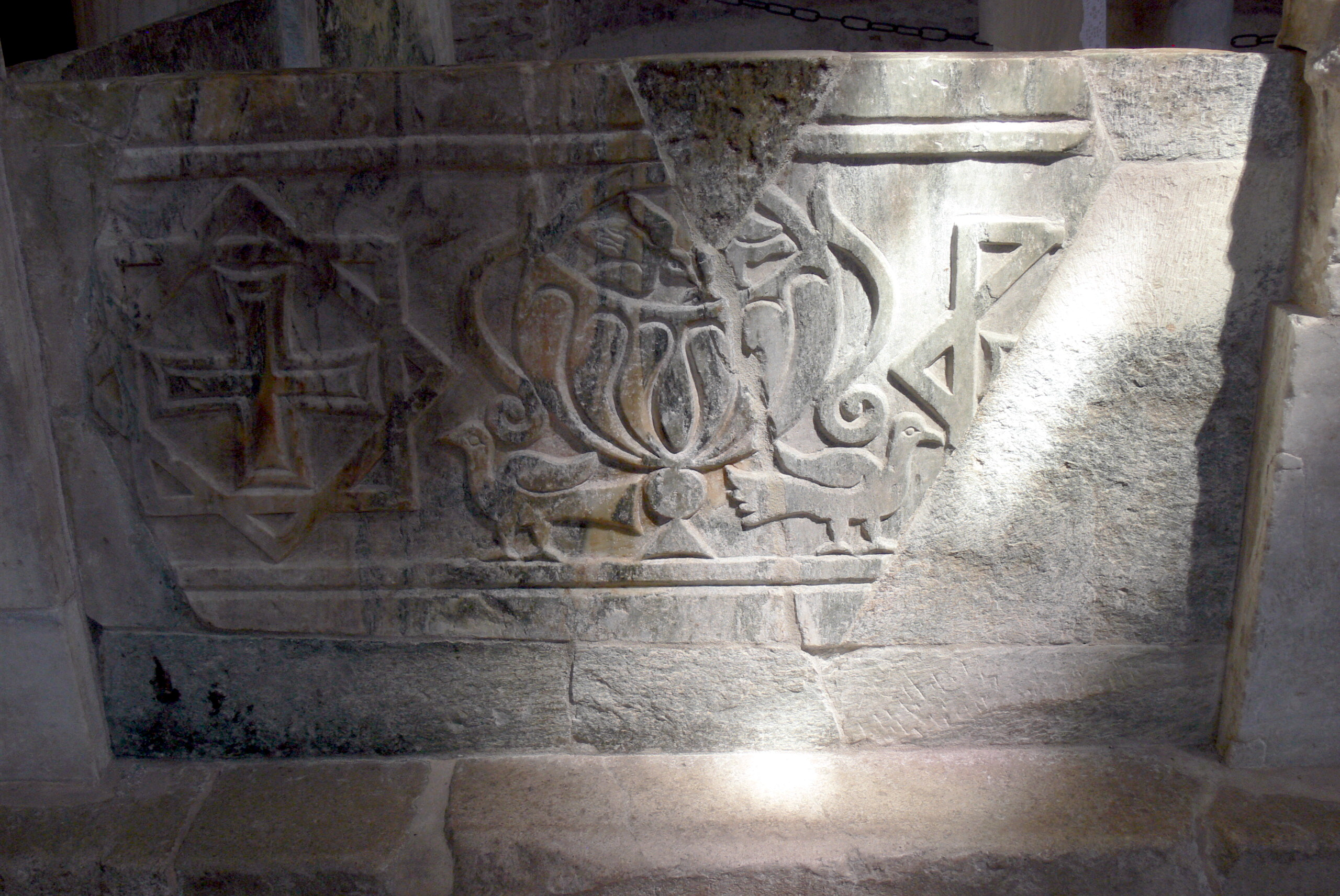
Fragment der Chorschranke in der Kirche S. Maria delle Grazie

Weder die Antwort des Patriarchen noch diejenigen der istrischen Bischöfe sind überliefert. Dass Helias seiner Auffassung treu blieb, geht daraus hervor, dass nach dem Konzil von Marano im Jahr 591 die Bischöfe in einem Brief an Kaiser Maurikios daran erinnern, dass Smaragdus, der um 585 als Exarch von Ravenna nach Italien geschickt worden war, ‚wegen dieser Angelegenheit‘ – wieder geht es um den besagten Streit – „pluribus vicibus contristaret“. Helias hatte sich nämlich selbst in einem Schreiben an den Kaiser gewandt und eine kaiserliche Intervention gegen Smaragdus erreicht, da kein einziger Bischof wegen des Schismas behelligt worden sei. Konstantinopel untersagte Ravenna jede Einmischung in Aquileia. Smaragdus wartete den Tod des Helias ab, um dessen Nachfolger Severus sowie die istrischen Bischöfe Johannes von Parentium, Severus von Tergeste und Vindemius von Cissa verhaften zu lassen. In Ravenna erzwang er nach einem Jahr von den Gefangenen den Übertritt zur katholischen Seite. Doch in Aquileia blieben zwölf Bischöfe ihrer Auffassung treu, während der Patriarch und fünf Bischöfe sich mit der Kirche aussöhnten. 591 schloss sich Severus von Aquileia wieder den Schismatikern an.

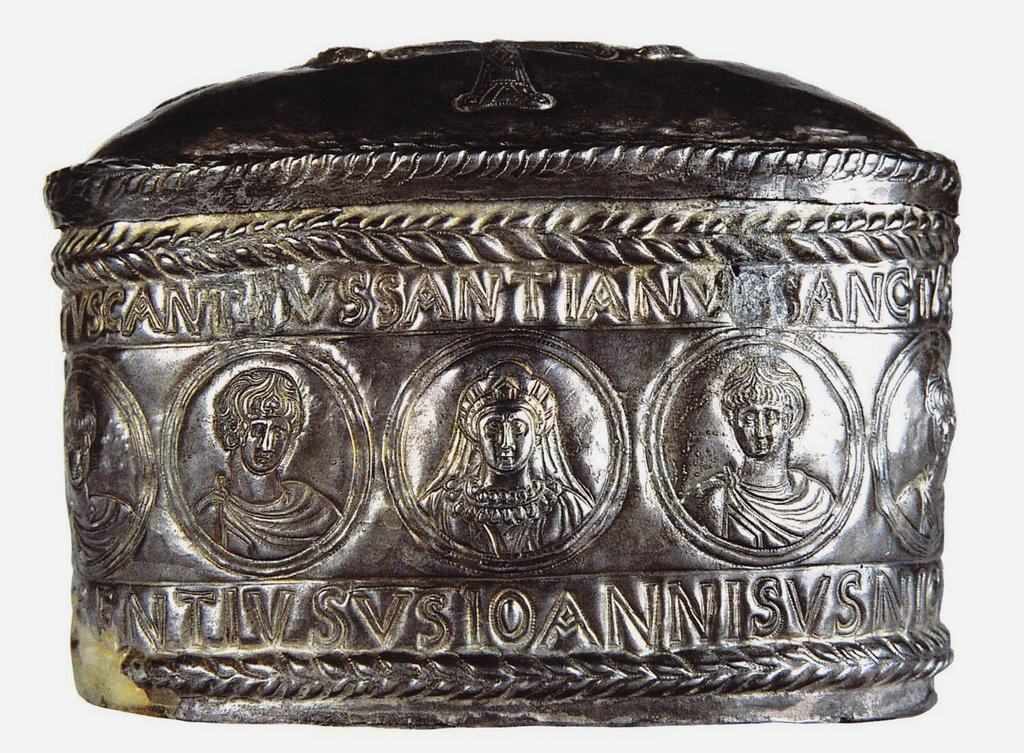
Silberne Kapsel aus dem 5. Jahrhundert mit den Heiligennamen Cantius, Cantianus und Cantianilla sowie Quirinus

Sein Vorgänger Helias ist neben den besagten Aktivitäten für seine Kirchenbauten bekannt, wobei er sich besonders um die der hl. Euphemia geweihte Kathedrale von Grado bemühte. Eine im Boden des Doms erhaltene Mosaikinschrift hält fest, dass die Kathedrale von Helias errichtet worden sei. Das Bauwerk war auf einem Vorgängerbau errichtet und das Mosaik nach Helias’ Tod feierlich angebracht worden. Archäologische Grabungen haben die darin vorfindliche Behauptung, die Kathedrale habe einen alten, kleinen Vorgängerbau ersetzt, bestätigt. Giovanni Brusin entdeckte einen Schild, dessen Text gleichfalls Helias den Bau zuschreibt. Eine weitere Schrift, ein Medaillon mit dem Monogramm des Patriarchen, belegt dies entsprechend, ebenso wie ein Fußbodenmosaik des Bischofs Marcianus das Monogramm des Helias birgt. Nach Amelio Tagliaferri trägt auch ein Kapitell das gleiche Monogramm. In der Kirche S. Maria delle Grazie ließ Helias die Baustruktur renovieren und ließ Prothesis und Diaconicon einrichten – also den Aufbewahrungsort für Verstorbene und den Ort für die heiligen Gegenstände. An der späteren Piazza della Vittoria già Piazza della Corte stand zudem eine Kirche S. Agata oder S. Giovanni Evangelista. Dort führte er gleichfalls grundlegende Änderungen durch. Dies könnte bestätigen, was Andrea Dandolo erwähnt, nämlich dass ein paganer Tempel zu Ehren des Bethel, vielleicht mit Helenus identifizierbar, in ein Frauenkloster umgewandelt worden sei. Dieses sei dem Apostel Petrus geweiht worden. Ebenso sei ein Mönchskloster zu Ehren Mariens auf der Insel Barbana errichtet worden, am Rande der Lagune von Grado.
Außerdem schreibt Andrea Dandolo die Translation verschiedener Reliquien dem Patriarchen zu. Dabei nennt er allerdings Heilige, deren Verehrung erst ab dem 9. Jahrhundert nachweisbar ist. Als man jedoch unter dem Hauptaltar der Kathedrale von Grado eine elliptische Kapsel aus Silber entdeckte, die wohl aus dem 5. Jahrhundert stammt, und die die Namen Cantius, Cantianus und Cantianilla und die der Heiligen Quirinus und Latinus trägt, lag es nahe, dass es sich um ein Stück aus dem von Aquileia nach Grado verbrachten Domschatz handeln musste.
Nach 14 Jahren, 10 Monaten und 21 Tagen als Patriarch starb Helias 586/587. Er wurde in der von ihm errichteten Kathedrale beigesetzt. Klaus Gamber und Michel Huglo schreiben Helias eine Homilia ad neophytos zu, die Alban Dold edierte.